# (3039) Yangel
(3039) Yangel ist ein Asteroid des Hauptgürtels, der am 26. September 1978 von der ukrainisch-russischen Astronomin Ljudmyla Wassyliwna Schurawlowa am Krim-Observatorium in Nautschnyj (IAU-Code 095) entdeckt wurde.
Der Asteroid wurde nach dem sowjetischen Raumfahrtingenieur Michail Kusmitsch Jangel (1911–1971) benannt, der für seine Leistungen im Bereich der Trägerraketen 1960 mit dem Leninpreis ausgezeichnet wurde.